# Estación Largo Treze
Estación Largo Treze es una estación de la Línea 5-Lila del metro de la ciudad brasileña de São Paulo.
Fue inaugurada el 20 de octubre del 2002, siendo actualmente estación terminal de la Línea en sentido este, la cual se encuentra en obras de expansión hasta la estación Chácara Klabin de la Línea 2-Verde.
Está ubicada en la Avenida Padre José Maria, y está conectada directamente con la Terminal Santo Amaro, de la SPTrans.

## Características

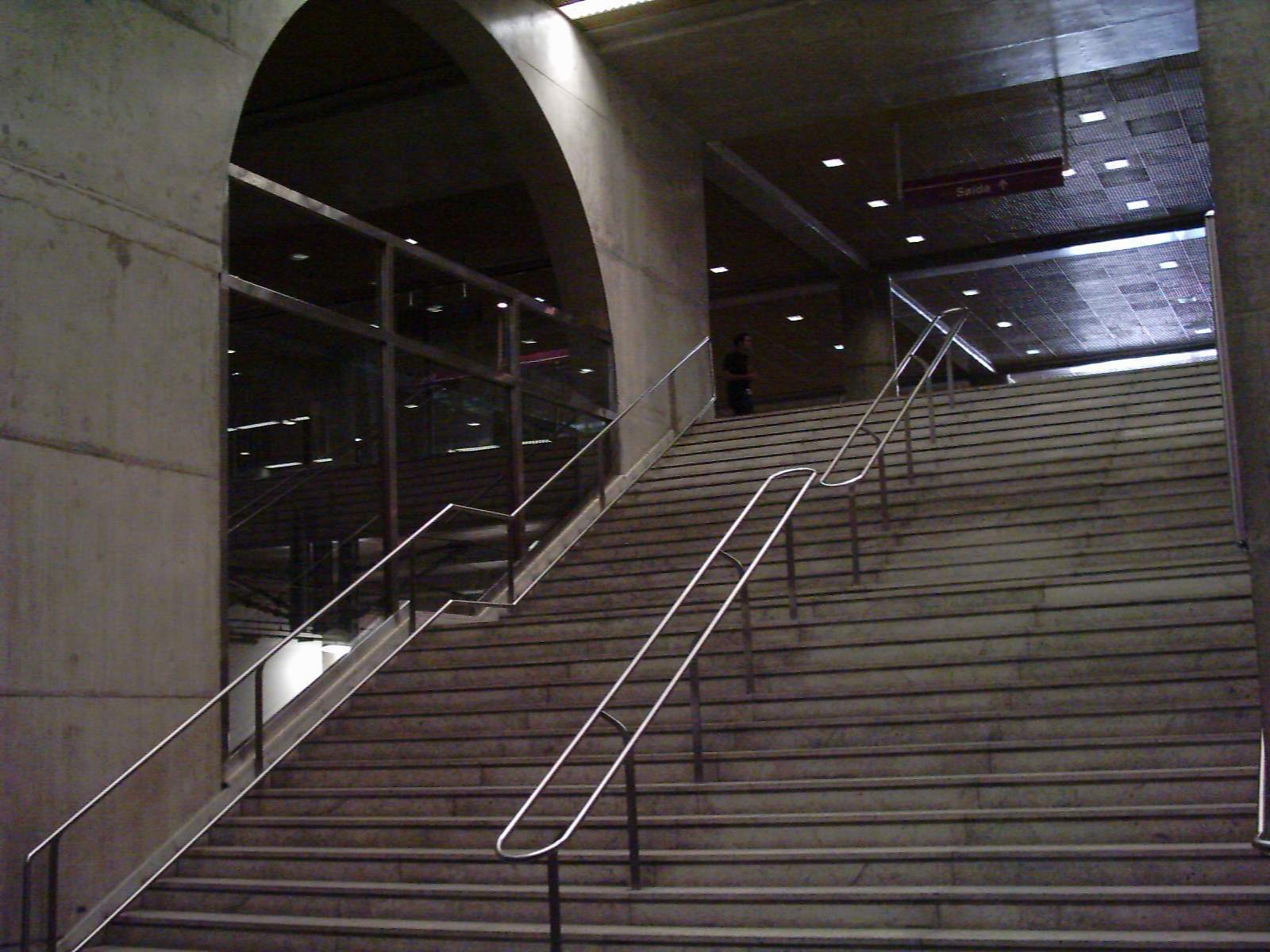
Escaleras de acceso a la plataforma.

Estación con 2 entrepisos de distribución en subsuelo y plataformas laterales ubicadas un nivel debajo de los entrepisos, toda en estructura de concreto aparente. Posee acceso para discapacitados físicos en uno de los entrepisos (el que da para la Terminal) e integración con la Terminal de Ómnibus urbanos, a través de un túnel subterráneo.
Circulación vertical compuesta de 8 escaleras mecánicas, 8 escaleras fijas y 4 ascensores.
Capacidad de hasta 8.114 pasajeros/hora/pico (máximo en 2010).
Área construida de 8.750m².

## Tabla
| Sigla | Estación    | Inauguración          | Capacidad                  | Integración              | Plataformas | Posición    | Comentarios                                  |
| ----- | ----------- | --------------------- | -------------------------- | ------------------------ | ----------- | ----------- | -------------------------------------------- |
| LTR   | Largo Treze | 20 de octubre de 2002 | 10 mil pasajeros hora/pico | Bilhete Único de SPTrans | Laterales   | Subterránea | Estación con estructura de concreto aparente |